# Richard Bisschop
Richard Bisschop (Leeuwarden, 21 juni 1849 - Bergen, 22 maart 1926) was een Nederlandse kunstschilder, tekenaar en aquarellist.

## Leven en werk
Bisschop werd in 1849 in Leeuwarden geboren als zoon van de koopman in ijzerwaren Eelco Cuperus Bisschop en Dieuwke Peters. Bisschop werd opgeleid tot bouwkundige. Daarnaast schilderde hij vanaf zijn tweeëntwintigste jaar en besloot hiervan zijn beroep te maken. Ook zijn oom Christoffel Bisschop en tante Kate Bisschop-Swift  waren kunstschilders. Hij werd opgeleid aan de Rotterdamse Academie voor Beeldende Kunst en Technische Wetenschappen. Hij schilderde genre- en figuurvoorstellingen, portretten en stadsgezichten. Na het overlijden van de schilder Johannes Bosboom in 1891 schilderde hij hem liggend in zijn kist en maakte hij een schilderij van diens atelier. Hij werkte achtereenvolgens in Rotterdam, Den Haag, Leur en weer in Den Haag. Bisschop was lid van het kunstenaarsgenootschap Pulchri Studio in Den Haag.
Hij trouwde op 30 juni 1892 in 's-Hertogenbosch met de kunstschilderes Suze Robertson, een van de Amsterdamse Joffers. Uit hun huwelijk werd een dochter geboren, de latere schilderes Sara Bisschop. Hun kleindochter Suzanne Eckhart werd beeldhouwster. Hij overleed in maart 1926 op 76-jarige leeftijd in  Bergen.
Werk van Bisschop bevindt zich onder meer in de collectie Van Bilderbeek-Lamaison in het Dordrechts Museum, in het Groninger Museum, het Kunstmuseum Den Haag, het Museum Arnhem en in de collectie van de American Art Association in New York.

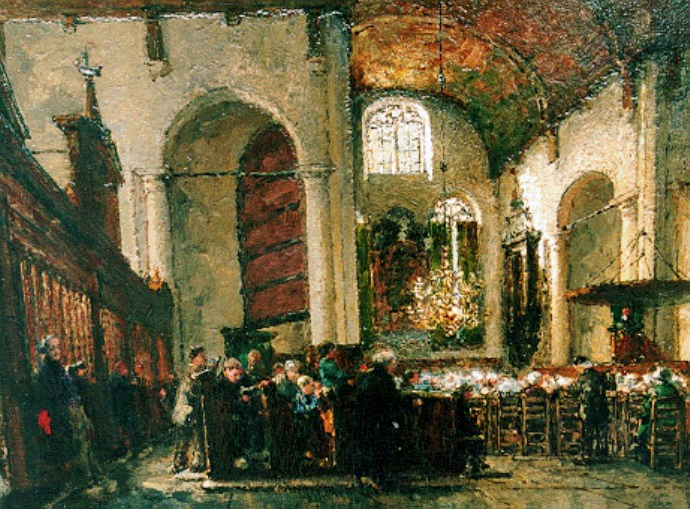
Kerkdienst
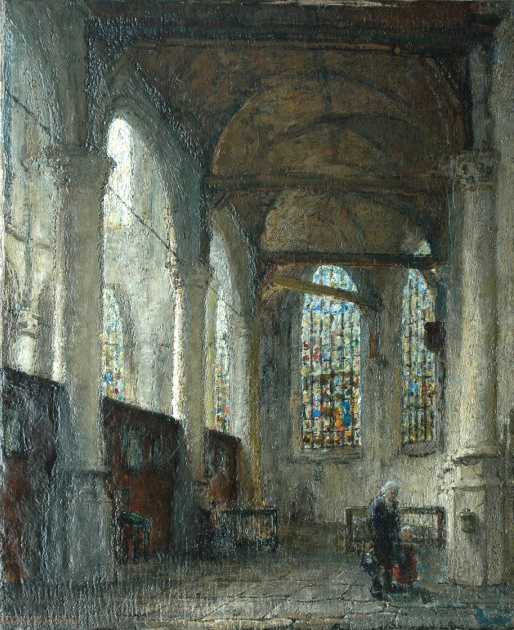
Kerkinterieur

- Biografisch Portaal: 37244526
- Gemeinsame Normdatei: 138720061
- International Standard Name Identifier: 0000 0000 6709 3943
- Library of Congress Control Number: no2009105616
- Nederlandse Thesaurus van Auteursnamen: 071497102
- RKD-Nederlands Instituut voor Kunstgeschiedenis: 8649
- Système universitaire de documentation: 163534047
- Union List of Artist Names: 500099164
- Virtual International Authority File: 91137852
- WorldCat: E39PBJfrHqC33RvF8D39j7Vpyd